# Monts Mikuni
Pour les articles homonymes, voir mont Mikuni (Gifu) et Mont Mikuni (Hokkaidō).
Les monts Mikuni (三国山脈, Mikuni sanmyaku) sont une chaîne de montagnes située au nord-est des Alpes japonaises et au sud-ouest des monts Ōu, dans le centre de l'île de Honshū, à la limite des préfectures de Gunma et Niigata.